# Paulianina rivalis
Paulianina rivalis är en tvåvingeart som beskrevs av Elisabeth K. Stuckenberg 1959. Paulianina rivalis ingår i släktet Paulianina och familjen Blephariceridae.
Artens utbredningsområde är Madagaskar. Inga underarter finns listade i Catalogue of Life.